# Themisto
Themisto är en av Jupiters månar. Den har fått sitt namn efter Themisto, en av Zeus älskarinnor i den grekiska mytologin.
Den är tämligen liten; omkring 8 kilometer bred i diameter, och eftersom den aldrig blivit undersökt av rymdsonder vet man inte mycket mer om denna lilla måne. 

## Upptäckt två gånger
Themisto blev för första gången upptäckt 30 september 1975 av Charles T. Kowal och Elizabeth Roemer. Den gången fick man inte tillräckligt exakta beskrivningar av dess omloppsbana av Jupiter och snart därefter tappade man spåret av den nya månen. Den förblev en fotnot i facklitteraturen om Jupiters månar, men den 21 november 2000 upptäckte en astronomgrupp (bestående av Scott S. Sheppard, David C. Jewitt, Yanga R. Fernández och Eugene A. Magnier) en "ny" måne omkring Jupiter. Den fick namnet S/2000 J 1 men det dröjde inte länge innan man insåg att den var identisk med den "försvunna" månen från 1975. En annan grupp, bestående av Brett J. Gladman, John J. Kavelaars, Jean-Marc Petit, Hans Scholl, Matthew J. Holman, Brian G. Marden, Philip D. Nicholson och Joseph A. Burns hade också sett S/2000 J 1; de hade dock berättat om sin upptäckt för Minor Planet Center istället för den Internationella astronomiska unionen.
Namnet Themisto blev officiellt fastställt 2002.